# Андре Каятт
Андре́ Кая́тт (також Андре Кайятт, фр. André Cayatte, справжнє ім'я та прізвище — Марсе́ль Трюк (фр. Marcel Truc); нар. 3 лютого 1909, Каркассонн, Од, Франція — пом. 6 лютого 1989, Париж) — французький кінорежисер та сценарист, адвокат за професією; лауреат багатьох фестивальних кінонагород .

## Біографія
Андре Каятт народився в місті Каркассонн, що в департаменті Од у Франції. Вивчав філологію і право, служив адвокатом в Тулузі, потім у Парижі. Зайнявшись журналістикою і літературою, у 1927-му дебютував книгою віршів. Між 1930 і 1939 роками Каятт опублікував декілька романів: «Убивство президента», написаний в співавторстві з Філіппом Дамуром, «Жорстока людина», що отримала в 1934 році Премію Рабле, «Торговці тінями», «Пастка», написаний у співавторстві з Робером де Біроном (премія Казеса в 1939 році). За двома кіносценаріями Каятта були поставлені фільми Марка Аллегре «Вхід для артистів» (1938) і Жана Гремійона «Буксири» (1939).
Дебютом Андре Каятта як режисера став його фільм «Уявна коханка», знятий за однойменним романом Бальзака (1942). Його перші кінороботи були екранізаціями французької класики — Золя («Дамське щастя», 1943), Мопассана («П'єр і Жан», 1943), потім за мотивами шекспірівської трагедії «Ромео і Джульєтта» Каятт зняв стрічку «Веронські коханці». Під час війни і німецької окупації Франції Каятт зняв всього кілька фільмів, за що члени Опору зарахували його до колабораціоністів та заборонили займатися професією.
Як оригінальний, ні з ким не порівнянний автор своїх робіт Андре Каятт сформувався тільки в 1950-і роки, коли зняв низку фільмів, тематично пов'язаних з проблемами судового розгляду. Він засуджував «безсторонність» присяжних («Правосуддя відбулося», 1950, Золотий ведмідь Берлінського МКФ та Золотий лев Венеційського МКФ), страту («Ми всі вбивці», 1952); його фільми присвячені драмі молоді перед лицем загрози атомної війни («Перед потопом», 1954), кризі в суддівському середовищі («Чорне досьє», 1955). Моральній проблемі пластичної хірургії присвячена його драма «Двостулкове дзеркало» (1959), а непростим і двозначним проблемам сімейного життя — «Франсуаза, або Подружнє життя» та «Жан Марк, або Подружнє життя» (обидва 1964).
У 1960 році на Венеційському міжнародному кінофестивалі психологічна драма Андре Каятта «Перехід через Рейн» отримала головний приз — Золотого лева. Низка французьких кінокритиків засуджувала рішення журі фестивалю, вбачаючи у фільмі режисера спробу реабілітувати колабораціонізм.
Андре Каятт помер від серцевого нападу 6 лютого 1989 року в Парижі, через три дні після свого 80-річчя.

## Фільмографія
| Рік  |     | Назва українською                                       | Оригінальна назва              | Режисер | Сценарист |
| ---- | --- | ------------------------------------------------------- | ------------------------------ | ------- | --------- |
| 1938 |     | Вхід для артистів                                       | Entrée des artistes            |         | Так       |
| 1940 |     | Буря                                                    | Tempête                        |         | Так       |
| 1941 |     | Клуб поклонників                                        | Le club des soupirants         |         | Так       |
| 1941 |     | Монмартр на Сені                                        | Montmartre sur Seine           |         | Так       |
| 1941 |     | Буксири                                                 | Remorques                      |         | Так       |
| 1941 |     | Капризи                                                 | Caprices                       |         | Так       |
| 1942 |     | Уявна коханка                                           | La fausse maîtresse            | Так     | Так       |
| 1943 |     | Біла вантажівка                                         | Le camion blanc                |         | Так       |
| 1943 |     | Дамське щастя                                           | Au bonheur des dames           | Так     | Так       |
| 1943 |     | П'єр і Жан                                              | Pierre et Jean                 | Так     | Так       |
| 1945 |     | Роже-Ганьба                                             | Roger la Honte                 | Так     | Так       |
| 1946 |     | Останній су                                             | Le dernier sou                 | Так     | Так       |
| 1946 |     | Серенада під хмарами                                    | Sérénade aux nuages            | Так     | Так       |
| 1946 |     | Прекрасна пара                                          | Le couple idéal                | Так     |           |
| 1946 |     | Помста Роже-Ганьби                                      | La revanche de Roger la Honte  | Так     | Так       |
| 1946 |     | Невідомий співак                                        | Le chanteur inconnu            | Так     |           |
| 1948 |     | Зворотна сторона карт                                   | Le dessous des cartes          | Так     | Так       |
| 1948 |     | Веронські коханці                                       | Les amants de Vérone           | Так     | Так       |
| 1949 |     | Повернення до життя (новела «Повернення тітоньки Емми») | Retour à la vie                | Так     |           |
| 1950 |     | Правосуддя відбулося                                    | Justice est faite              | Так     | Так       |
| 1952 |     | Ми всі вбивці                                           | Nous sommes tous des assassins | Так     | Так       |
| 1954 |     | Перед потопом                                           | Avant le déluge                | Так     | Так       |
| 1955 |     | Чорне досьє                                             | Le dossier noir                | Так     | Так       |
| 1957 |     | Око за око                                              | Oeil pour oeil                 | Так     | Так       |
| 1958 |     | Двостороннє дзеркало                                    | Le miroir à deux faces         | Так     | Так       |
| 1960 |     | Перехід через Рейн                                      | Le passage du Rhin             | Так     | Так       |
| 1963 |     | Меч і ваги                                              | Le glaive et la balance        | Так     | Так       |
| 1964 |     | Франсуаза, або Подружнє життя                           | Françoise ou La vie conjugale  | Так     | Так       |
| 1964 |     | Жан Марк, або Подружнє життя                            | Jean-Marc ou La vie conjugale  | Так     | Так       |
| 1965 |     | Пастка для попелюшки                                    | Piège pour Cendrillon          | Так     | Так       |
| 1967 |     | Професійний ризик                                       | Les risques du métier          | Так     | Так       |
| 1969 |     | Шлях до Катманду                                        | Les chemins de Katmandou       | Так     | Так       |
| 1970 |     | Померти від кохання                                     | Mourir d'aimer                 | Так     | Так       |
| 1972 |     | Шантаж                                                  | Il n'y a pas de fumée sans feu | Так     | Так       |
| 1974 |     | Вердикт                                                 | Verdict                        | Так     | Так       |
| 1976 |     | Кожному своє пекло                                      | À chacun son enfer             | Так     | Так       |
| 1978 |     | В інтересах держави                                     | La raison d'état               | Так     | Так       |
| 1978 |     | Кохання під знаком питання                              | L' Amour en question           | Так     | Так       |
| 1980 | т/ф | Помилка                                                 | La faute                       | Так     | Так       |
| 1982 | т/ф | Очі створені для плачу                                  | Des yeux pour pleurer          | Так     | Так       |
| 1983 | т/ф | Повернення в Шершель                                    | Retour à Cherchell             | Так     |           |
| 1989 | т/с | Велика таємниця                                         | Le grand secret                |         | Так       |
| 1996 |     | У дзеркала два обличчя                                  | The Mirror Has Two Faces       |         | Так       |

## Визнання
| Рік                                    | Категорія                                                        | Фільм                | Результат |
| -------------------------------------- | ---------------------------------------------------------------- | -------------------- | --------- |
| Каннський міжнародний кінофестиваль    |                                                                  |                      |           |
| 1949                                   | Гран-прі фестивалю                                               | Повернення до життя  | Номінація |
| 1952                                   | Гран-прі фестивалю                                               | Ми всі вбивці        | Номінація |
| 1952                                   | Спеціальний приз журі                                            | Ми всі вбивці        | Перемога  |
| 1954                                   | Гран-прі фестивалю                                               | Перед потопом        | Номінація |
| 1954                                   | Міжнародний приз                                                 | Перед потопом        | Перемога  |
| 1954                                   | Спеціальна згадка (спільно з Шарлем Спааком)                     | Перед потопом        | Перемога  |
| 1955                                   | Золота пальмова гілка                                            | Чорне досьє          | Номінація |
| Венеційський міжнародний кінофестиваль |                                                                  |                      |           |
| 1950                                   | Золотий лев                                                      | Правосуддя відбулося | Перемога  |
| 1957                                   | Золотий лев                                                      | Око за око           | Номінація |
| 1960                                   | Золотий лев                                                      | Перехід через Рейн   | Перемога  |
| Берлінський міжнародний кінофестиваль  |                                                                  |                      |           |
| 1951                                   | Золотий ведмідь (Найкращий кримінальний або пригодницький фільм) | Правосуддя відбулося | Перемога  |
| 1973                                   | Золотий ведмідь (Найкращий кримінальний або пригодницький фільм) | Шантаж               | Номінація |
| 1973                                   | Срібний ведмідь — Спеціальний приз журі                          | Шантаж               | Перемога  |
| 1973                                   | Кінопремія Отто Дібеліуса                                        | Шантаж               | Перемога  |
| 1973                                   | Приз Міжнародної Католицької організації в царині кіно (OCIC)    | Шантаж               | Перемога  |
| 1973                                   | Нагорода UNICRIT                                                 | Шантаж               | Перемога  |
| Міжнародний кінофестиваль у Салоніках  |                                                                  |                      |           |
| 1968                                   | Почесна нагорода                                                 | Професійний ризик    | 2-е місце |
| Міжнародний кінофестиваль у Таорміні   |                                                                  |                      |           |
| 1978                                   | Золотий Харибдіс                                                 | В інтересах держави  | Номінація |
| 1978                                   | Премія ЮНІСЕФ                                                    | В інтересах держави  | Перемога  |
| 1978                                   | Спеціальна згадка                                                | В інтересах держави  | Перемога  |